# Skellefteå konsthall
Skellefteå konsthall har uppdraget att väcka intresse för nationell och internationell samtidskonst och stötta etablerade konstnärer. Verksamheten drivs av Skellefteå kommun och arbetar med att producera utställningar, arbeta med konstnärliga gestaltningsuppdrag enligt enprocentregeln, och vårda och in konst till kommunens konstsamlingen.
Skellefteå konsthalls ambition är att förmedla och fördjupa de frågeställningar som rör den samtida konstscenen, nationellt och internationellt. Verksamheten finns på Sara Kulturhus.  

## Tidigare utställningar i urval[2]
- Grafiska Sällskapet 100 år, historisk återblick 1910-2010, 2011
- Lars Tunbjörk, L.A Office, Shop, Wunderbaum, 2011
- Inside is outside, 2010
- Framtidstro, en utställning om femtiotalsstaden Skellefteå, 2010
- Berta Hansson, 2010
- Martin Ålund, Never Never Land, 2010
- Vårsalong, 2010
- Gunilla Klingberg, 2009
- Antanas Sutkus, Vardagsarkivet, 2009
- Karolina Holmlund, Det viljelösa projektet, 2009
- Short Cuts: Sara Eriksson, Nina Hemmingsson, Carina Kågström, Jan Stenmark, 2008
- Sune Jonsson, 2008
- Dialog - budskap, barrikader och motstånd: Thomas Elovsson, Atti Johansson, Monika Marklinger, Astrid Sylwan, 2007
- Marianne Lindberg De Geer, Jag tänker på mig själv - Skellefteå, 2007